# Porc ponedor-lleter-llaner
El porc ponedor-lleter-llaner  és una subespècie domèstica fictícia del porc. Més conegut pel seu nom alemany eierlegende Wollmilchsau, és un híbrid de la gallina (Gallus gallus domesticus), la vaca (Bos primigenius taurus), l'ovella merina i el porc. També se li sol donar el nom científic Sus scrofa factotum o Sus scrofa omnificiens.
Només les femelles tenen totes les qualitats productives, per això des del 1968 més sovint es parla de la truja ponedora-lletera-llanera. Excepte per a la procreació, com al món real, els mascles són totalment inútils.
La varietat de l'espècie va ser creada en un poema del 1959 per l'escriptor Ludwig Renn (1889-1979) a la República Democràtica Alemanya (RDA) a mitjan segle xx on es diu Wollschwein (porc llaner). Els primers exemplars no van ser tan exitosos, al poema de Renn cantava com un gall i els seus ous marrons tenien mal olor i mala forma. L'expressió va sortir de l'argot militar vers 1968, aleshores en versió femenina per designar una arma polivalent (pondre ous, per a la soldadesca vol dir bombardejar). El primer esment en un diccionari alemany data del 1982. No s'ha trobat cap prova filològica de l'existència –o no– d'una relació entre el porc ponedor de Ludwig Renn i la truja ponedora de l'exèrcit.
Finalment va esdevenir una expressió d'ús general per indicar una nova invenció «que sap fer tot» o un concepte ideal inaccessible, un factòtum paradoxal que només té avantatges i cap vici, per exemple el cotxe elèctric a bon preu, sostenible, autònom i totalment reciclable. És un fenomen corrent al mercat del treball, on moltes empreses amb poc sentit de realisme als anuncis s'autoenganyen en cercar col·laboradors amb una combinació d'aptituds impossible.
Tradicionalment es diu «d'un porc s'aprofita tot», però de la truja ponedora encara més. Les truges ponedora-lletera-llaneres no es crien només per a la carn. Dels ossos es fa gelatina, de la pell es fa cuir de bona qualitat, els ous no contenen cap fipronil, la llana s'utilitza per vestits sostenibles i la llet sembla més una cervesa artesana. El 2013, l'escriptor Gert Rainer Grube en va crear una nova varietat actualitzada:
| «                                                              | (alemany) Es war einmal ein Wollmilchschwein legt Eier auch noch obendrein Ein Wundertier, vom Mensch geklont Hat manche Nutztierart entthront […] Wer heute an den Fortschritt glaubt der krempelt diese Erde um, was gerade ist, das macht er krumm.[…] | (català) Havia antany un porc llaner-lleter que a més ponia ous. Aquest miracle, per l'home clonat mant bestiar ha destronat. […] Qui avui en dia creu en el progrés capgira la Terra de dalt a baix tot que s'havia quedat dret, li sortirà tort.[…] | » |
| — Gert Rainer Grube, Es war einmal ein Damenbart 2013 (extret) | | |   |